# Markéta Fassati

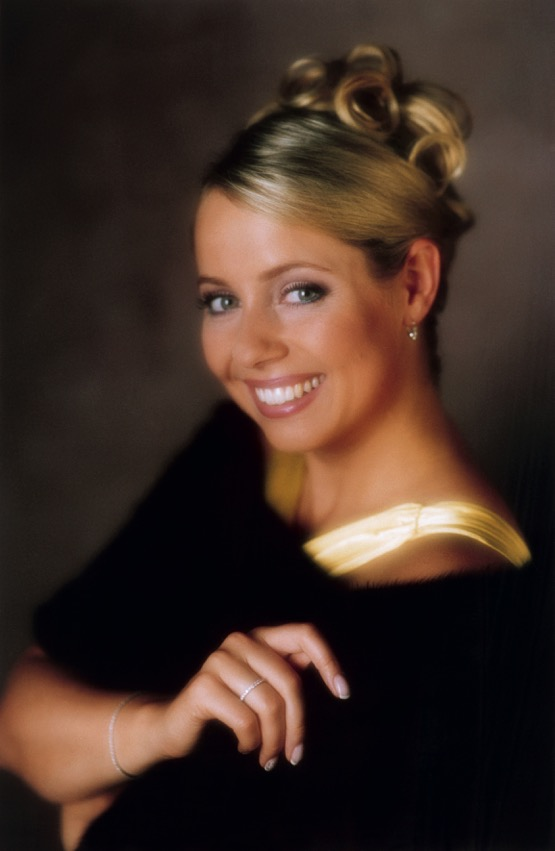
Jadran Šetlík: Markéta Fassati

Markéta Fassati (roz. Mátlová;* 9. března 1985, Praha) je česká sopranistka a multižánrová zpěvačka.

## Život a dílo
Je dcerou českého dirigenta, sbormistra a hudebního pedagoga Lubomíra Mátla. Učila se hře na klavír a zpívala v Kűhnově dětském sboru. Po maturitě na hudebním gymnáziu Jana Nerudy v Praze vystudovala HAMU v Praze pod vedením prof. Magdalény Hajóssyové. Kromě domácích vystoupení účinkovala např. v Japonsku, Číně, Spojených státech a celé Evropě. Věnuje se hudbě různých žánrů z různých historických období.
V roce 2010 natočila v hudební edici Českého národního symfonického orchestru své debutové CD Music Moments; dirigentem byl její otec Lubomír Mátl. Rok poté natočila CD s titulem Musica Kukusiensis s varhaníkem Vítem Havlíčkem, kde veřejnosti představili dosud nepublikované skladby z hudebního archivu Hospitálu Kuks.
Markéta Fassati je laureátka několika mezinárodních soutěží a pěvecky zahajovala slavnostní otevření Českého Domu v Londýně během Olympijských her. Svým hlasem okouzlila publikum na mezinárodních festivalech jako je Pražské Jaro, MHF Český Krumlov, České Doteky Hudby, Menhir Festival (Švýcarsko), Wexford Opera Festival (Irsko) nebo Al Bustan (Libanon). Zpívala pod uměleckým vedením významných dirigentů, jakými jsou J. Bělohlávek, L. Mátl, D. Jurowski, J. Shearman, J.-L. Tingaud, H. Griffiths, F. Kan, R. Hugo, P. Altrichter, P. Vronský, L. Svárovský a další. 
Je také autorkou několikadílného pořadu Poklady České pošty, který se věnuje historii České pošty na 3 místech v Praze - Hlavní pošta v Jindřišské, Pošta na Pražském hradě a Muzeum České pošty - z pohledu architektury a historického významu.[zdroj?]
Je zakladatelkou mezinárodního projektu Fassati Art Festival a také duchovního cyklu koncertů Kostelní slavnosti.

### Diskografie
- Music moments, 2010
- Musica Kukusiensis, 2012
- Simple Thing, 2014
- Perfect Day, 2016
- Emozioni, 2017
- Alchymist, 2018
- Markéta Fassati zpívá písně Karla Hašlera, 2021
- Ave Maria, 2023